# Manne Forssberg
Manne Forssberg, född 1983, är en svensk frilansskribent och författare.
Forssbergs debutbok Kukbruk släpptes 2004 och är ett försök att erbjuda ett samtalsunderlag kring sexualitet, kärlek och mansroller för unga män. Boken har blivit översatt till ett flertal språk. 
2005–2007 var han verksam litteraturkritiker och krönikör i Arbetaren. Forssberg har varit panelmedlem i Ligga med P3 och sexualupplysare i Hångla med P3. 2014 var han tillsammans med Kitty Jutbring programledare för Kitty, Manne och Relationsmyterna i P3. 
Forssberg har medverkat i antologin Könskrig och novellsamlingen Het. Han gör Pappapodden tillsammans med Nisse Edwall. Hösten 2013 gav han ut pappaboken Pappalogi : handbok för pappor från produktionssex till vab (Bonnier Fakta).